# Pteroszauruszok
A pteroszauruszok (Pterosauria) (ejtsd: pteroszaurusz, görög πτερόσαυρος, pteroszaurosz, azaz „szárnyas gyík”) repülő őshüllők rendje volt, amelyek a késő triász kortól a kréta időszak végéig éltek. A rend egy régebben gyakran használt neve Ornithosauria (azaz madárgyík).
A pteroszauruszok voltak mai tudásunk szerint az első gerincesek, amelyek szert tettek a repülés képességére. Bőr, izom és más szövetek membránjából álló szárnyuk a thorax és a rendkívüli módon meghosszabbodott negyedik ujj közt feszült. A korai fajoknak hosszú, fogakkal teli állkapcsa volt és hosszú farka, a későbbi formák esetében a farok jelentősen megrövidült, és voltak olyan fajok, amelyeknél a fogak is hiányoztak.
A közmédia néha helytelenül dinoszaurusznak nevezi a pteroszauruszokat: ugyanúgy nem tartoznak a dinoszauruszok öregrendjéhez, mint az ichthyoszauruszok, plezioszauruszok és moszaszauruszok.

## Felfedezésük története
Pteroszauruszok fosszíliáit sok helyen találták a világban, többek közt Magyarországon is, ahol 2000-ben bukkantak rá a hely után Bakonydraco névre keresztelt nem maradványaira.
Az első pteroszaurusz-kövületet Cosimo Collini olasz természettudós találta 1784-ben egy késő jura kori solnhofeni mészkőrétegben. Ezekben a rétegekben később 29 pteroszauruszfaj maradványait fedezték fel. A Pterodactylus nevet Georges Cuvier adta egy Németországban felfedezett példánynak 1809-ben. E nevet sokáig kiterjesztően alkalmazták az egész rendre, de végül csak egyetlen nemzetség neve maradt.
Az Egyesült Királyságban Mary Anning 1828-as felfedezése, a Dimorphodon vált híressé.
Máig legalább 60 pteroszaurusznemet fedeztek fel. Volt köztük kismadár méretű, és olyan is, amelynek szárnyfesztávolsága meghaladta a 10 métert. A legtöbb paleontológus ma már azt a nézetet vallja, hogy testfelépítésük alkalmas volt az aktív repülésre, nem csak a siklórepülésre, ahogy korábban gondolták.

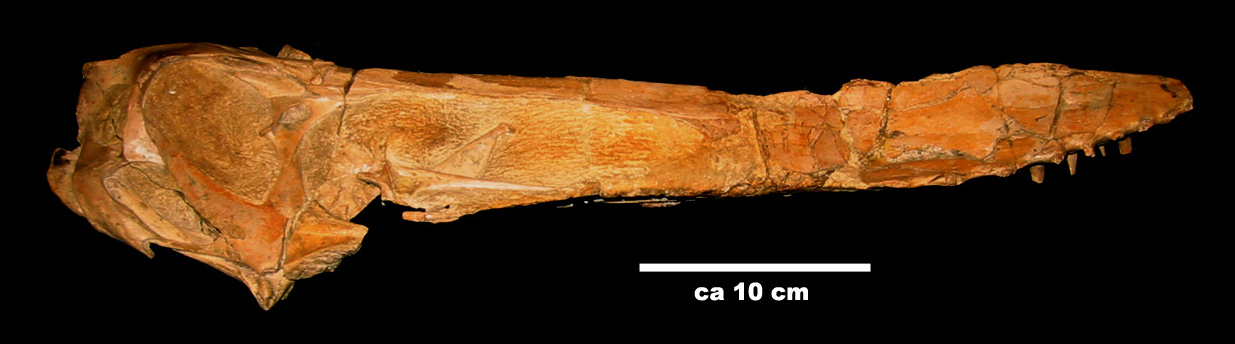
Az Anhanguera santanae térbelileg megőrződött koponyája a brazíliai Santana Formációból

A legtöbb pteroszaurusz-maradvány rossz állapotú. Mivel a csontjaik üregesek voltak, a rájuk rakódó üledék általában összetörte őket. A legjobban megőrződött fosszíliák a brazíliai Araripe-fennsíkról valók, ahol valamilyen okból a csontok köré rakódott üledék beburkolta és nem törte össze őket – így innen a paleontológusok háromdimenziós fosszíliákat gyűjthettek. Ezen a lelőhelyen 1974-ben találták az első fosszíliákat.

## Anatómia és paleobiológia
A pteroszauruszok anatómiája hüllő őseikéhez képest jelentősen módosult. Csontjaik üregesek voltak, mint később a madarak csontjai, mellcsontjuk pedig alkalmassá vált arra, hogy megtapadhassanak rajta a repüléshez szükséges izmok. Agyuk megnagyobbodott, amit a repüléssel kapcsolatos agyfunkciók megjelenése okozhatott.

### Szárny
A pteroszauruszok szárnya leginkább a denevérekére emlékeztetett. A legjelentősebb különbség a két szárnyszerkezet között, hogy míg a denevéreknél a 2-5. ujjak mindegyike megnyúlt, és részt vesz a szárnyat alkotó bőrredő merevítésében, addig a repülő őshüllőknek csupán a 4. ujjuk nyúlt meg, a többi szabadon állt.

### Testtakaró
A fosszíliák nem nyújtanak bizonyítékot arra, hogy a pteroszauruszoknak volt tolla, de az kiderült, hogy egyes változataik minden más hüllőtől eltérően szőrrel fedettek voltak, amely hasonló volt az emlősök szőréhez, de nem homológ. Ez a testtakaró az emlősökhöz hasonlítva nem volt valódi szőr, hanem olyan, a konvergens evolúciónak betudható képződmény, amely nagyon hasonló tulajdonságokat mutatott, mint az emlősök szőre. Előfordult, hogy a szárnyakban található szálakat nézték tévesen szőrmaradványoknak, de vannak olyan fosszíliák – mint a Sordes pilosus, a "szőrös démon" – maradványai, amelyeken összetéveszthetetlenül kirajzolódik a fejet és a testet borító szőr lenyomata (hasonlóan a mai denevérekhez, amelyek újabb példával szolgálnak a konvergens evolúcióra). A szőr jelenléte és a repülés képessége alapján a pteroszauruszok melegvérűek lehettek.

### Idegrendszer
A törékeny pteroszaurusz-koponyák vizsgálata nagy nehézségekbe ütközik, de Lawrence Witmernek és kollégáinak sikerült két faj koponyájáról háromdimenziós modellt készíteni CT vizsgálatokkal. A Rhamphorhynchus muensteri és az Anhanguera santanae koponyavizsgálata arra az érdekes eredményre vezetett, hogy agyuk flocculi régiója (az ízületek, izmok, bőr és az egyensúlyi szervek összehangolásáért felelős rész) nagyon nagy lehetett. A teljes agynak mintegy 7,5%-át tehette ki, többet, mint bármely ismert gerinces esetében. A gerincesek közül különösen a madarak agyában nagy ez az agyrégió, de még az ő esetükben is csak az egész agytömeg 1-2%-át teszi ki.
A flocculus a szemizmokban automatikus mozgásokat okozó idegi jeleket bocsát útjára, ezek segítik az állat retináját rögzíteni. A pteroszauruszok flocculusa a szárny jelentős mérete miatt lehetett nagy, mivel nagy mennyiségű érzékelési információt kellett feldolgoznia.

### Mozgásuk a földön

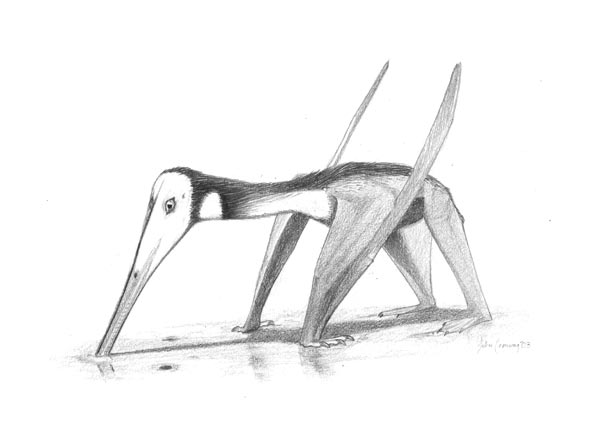
A Pterodactylus kochi négy lábon járhatott

A pteroszauruszok csípőgyűrűi enyhén felfelé fordulóak voltak, a combcsont feje pedig valamennyire befelé fordult, amiből arra lehet következtetni, hogy tartásuk félig felegyenesedett lehetett. Repülés közben képesek voltak a combjukat vízszintes pozícióba helyezni.
A múltban komoly vita volt arról, hogy a földön két vagy négy lábon jártak-e. Ma már jelentős számú pteroszaurusz-nyomot ismerünk, amelyeken megkülönböztethetők a négyujjú hátsó lábak és a háromujjú első lábak lenyomatai, amelyek egyértelműen mutatják, hogy négy lábon közlekedtek. A kisebb pteroszauruszok, melyeknek hosszú hátsó lába volt, egyes elméletek szerint képesek lehettek arra, hogy a hátsó lábukon járjanak, vagy akár szaladjanak, bár más kisebb típusok, mint a Rhamphorhynchus, négy lábon jártak.[forrás?] A nagyobb típusok, amelyeknek viszonylag rövidebb volt a hátsó lába és erős a felsőteste, inkább négy lábon közlekedhettek a földön.

### Ellenségeik
Bizonyított, hogy legalábbis a Spinosaurus-ok vadásztak a pteroszauruszokra. A Nature folyóirat 2004. július 1-jei számában Eric Buffetaut számolt be egy három nyakcsigolyából álló kora kréta kori pteroszaurusz leletről, amelybe egy Spinosaurus letört foga ékelődött be. (A csigolyákat nem ette meg a ragadozó, mivel az ízületek egyben maradtak, ami nem utal emésztésre.)

### Szaporodás
Szaporodásukról nagyon keveset tudunk. Egyetlen pteroszaurusz tojás maradványai ismertek, Liaoning kőbányáiból, ahonnan a híres tollas dinoszauruszok fosszíliái is előkerültek. A tojás laposra nyomódott, és mivel törésnek semmi jele nem maradt, a tojás héja eredetileg bőrszerű lehetett, nem kemény. Az embrió szárnymembránja jól fejlett volt, amiből sejthető, hogy már születését követően röviddel képes lehetett a repülésre. Ha így volt, a fiókák kevésbé függtek a szülőktől, mint a legtöbb madár esetében.

## Evolúciójuk és kihalásuk

### Eredet
Eredetük nem ismert: a repülés következtében történt jelentős módosulások anatómiai felépítésükben csak előzmények után történhettek, elődeiket azonban még nem fedezték fel. Mindenesetre bokájuk struktúrája alapján valószínűsíthető, hogy volt közös ősük a dinoszauruszokkal.
Egyes elméletek szerint más úton tehettek szert a repülés képességére, mint azok a madarak, amelyek a fáról lefelé tett útjaik során sajátították el fokozatosan a repülést: a pteroszauruszok esetében nem ismertek olyan változatok, amelyek fákon élhettek. Van olyan elmélet, amely szerint olyan hosszú lábú, földön szaladó őseik lehettek, mint a Scleromochlus vagy a Sharovipteryx, amelyeknek a hátsó lába és a teste vagy a farka közt bőrlebeny volt. Ennek alapján a pteroszauruszok a földről indulva tanultak meg repülni. Egy másik elmélet szerint sziklák tetejéről ugorva tanulhatták a siklórepülést.

### Filogenezis
Tudományos rendszertani besorolásuk sokáig nehézségekbe ütközött, mert a fosszíliák csak hézagos tudást nyújtottak, az új felfedezések azonban sokat befedtek ezek közül a rések közül. Hagyományosan a pteroszauruszokat két alrendbe sorolják:
- Rhamphorhynchoidea (Plieninger, 1901): Ezek korai, viszonylag primitívebb felépítésű pteroszauruszok voltak, hosszú farokkal és a szárnyukban rövid metacarpus csontokkal. A késő triász idején jelentek meg és a késő juráig éltek. Úgynevezett parafiletikus csoport, mert a Pterodactyloidea alrend belőlük fejlődött ki és nem egy közös ősből), ezért a szakirodalomban a kladisztika terjedésével ezt az alrendnevet problematikusnak tartják és csökkenő gyakorisággal használják.
- Pterodactyloidea (Plieninger, 1901): E fejlettebb pteroszauruszoknak rövid farka és hosszú szárnycsontjai voltak. a középső jura idején jelentek meg és a kréta–tercier kihalási esemény végzett velük a kréta időszak végén.

A Pterosauria családok és öregcsaládok listája Unwin 2006-os besorolásai alapján:
- PTEROSAURIA rend (kihalt)
  - Rhamphorhynchoidea alrend *
    - Dimorphodontidae család
    - Anurognathidae család
    - Campylognathoididae család
    - Rhamphorhynchidae család

  - Pterodactyloidea alrend
    - Ornithocheiroidea öregcsalád
      - Istiodactylidae család
      - Ornithocheiridae család
      - Pteranodontidae család
      - Nyctosauridae család

    - Ctenochasmatoidea öregcsalád
      - Gallodactylidae család
      - Pterodactylidae család
      - Ctenochasmatidae család

    - Dsungaripteroidea öregcsalád
      - Germanodactylidae család
      - Dsungaripteridae család

    - Azhdarchoidea öregcsalád
      - Lonchodectidae család
      - Tapejaridae család
      - Azhdarchidae család

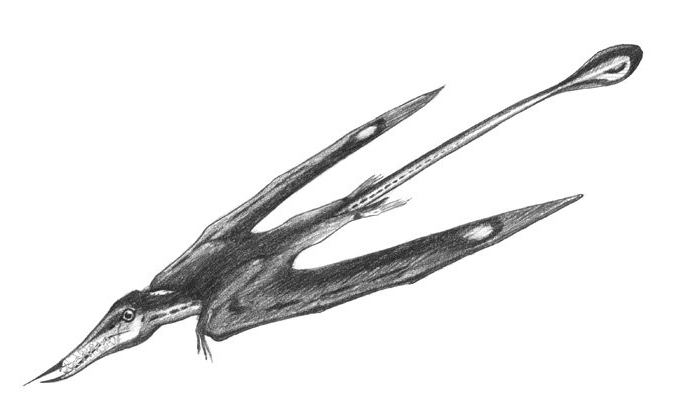
Rhamphorhynchus, egy viszonylag jól ismert "rhamphorhynchoidea" a késő jurából

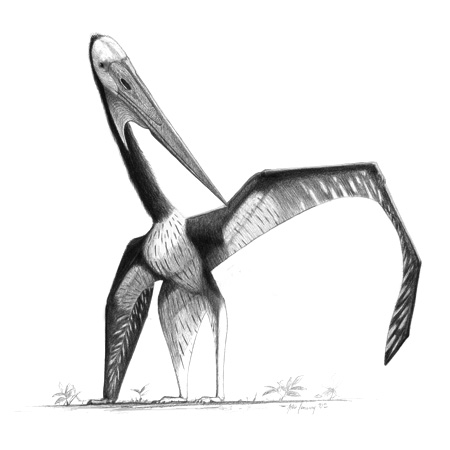
A Zhejiangopterus, azhdarchida kréta időszaki Kínából

A rokonsági viszonyok még nem teljesen tisztázottak.

### Kihalásuk
A pteroszauruszokat a kréta–tercier kihalási esemény (K-T) néven ismert kihalási hullám törölte ki az élővilágból, amely a kréta időszak végén történt, mintegy 66 millió évvel ezelőtt. Ez végzett a dinoszauruszokkal is, és jelentősen érintette a tengeri élővilágot, amely sok pteroszaurusz számára az élelmet nyújtotta. Az ezt megelőző időszakból már hiányoznak a kisméretű pteroszauruszok fosszíliái, és ennek alapján egyes kutatók arra következtetnek, hogy ezek a nemek a korai madarakkal való versenyben maradhattak alul.

### Jól ismert nemek
Néhány példa a pteroszaurusz nemekre:
- A Dsungaripterus három méteres szárnyfesztávolságú volt. A feje elülső részén különlegesen nagy csontos taréjt viselt és hosszú, keskeny, meghajló, csúcsban végződő állkapcsa volt. A kora kréta korban élt.
- A Pteranodon kifejlett példányai 1,8 méter hosszúak voltak, 6,25 - 8 méteres szárnyfesztávolsággal. A késő kréta korban éltek.
- A Pterodactylus szárnyfesztávolsága mindössze 1,04 méter volt. Ezek az állatok a késő jura korban éltek, tavak partjain.
- A Pterodaustro kréta időszaki pteroszaurusz volt, Dél-Amerikában. Szárnyainak fesztávolsága mintegy 2,5 méter lehetett és az állatnak mintegy 1000 hosszú, keskeny foga volt, amelyeknek valószínűleg a mai flamingókhoz hasonlóan a táplálék kiszűrése volt a funkciójuk. A flamingókhoz hasonlóan rózsaszínűek lehettek.
- A Quetzalcoatlus példányainak szárnyfesztávolsága akár a 11 métert is elérhette, és ezzel ők voltak a valaha élt legnagyobb repülő élőlények. A késő kréta idején éltek.
- A Rhamphorhynchus jura időszaki pteroszaurusz volt, amelynek a farka végén található lemez segített a röptét stabilizálni.